# Bonuania parva
Bonuania parva är en ringmaskart som beskrevs av Pillai 1965. Bonuania parva ingår i släktet Bonuania och familjen Hesionidae. Inga underarter finns listade i Catalogue of Life.